# San Roberto

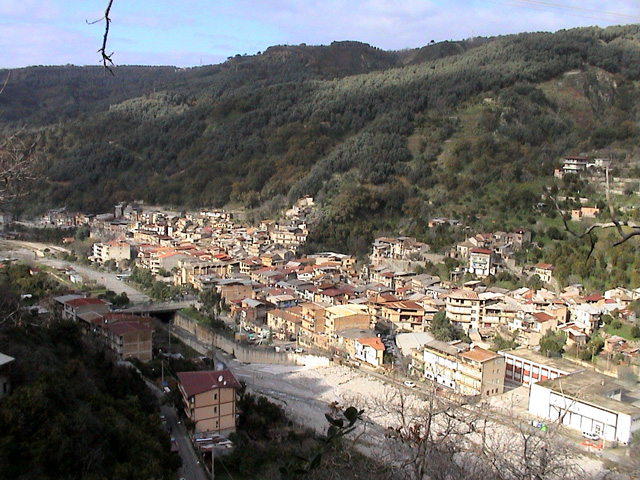
San Roberto in Kalabrien

San Roberto ist eine süditalienische Gemeinde (comune) mit 1516 Einwohnern (Stand 31. Dezember 2023) in der Metropolitanstadt Reggio Calabria in Kalabrien. Die Gemeinde liegt etwa 13 Kilometer nordöstlich von Reggio Calabria im Parco nazionale dell’Aspromonte.